# Skwicz Mińsk
Skwicz Mińsk (biał. ФК «Сквіч» Мінск) – białoruski klub piłkarski z siedzibą w Mińsku, grający na zapleczu ekstraklasy białoruskiej.

## Historia
Chronologia nazw:
- 2000—2008: Lokomotiw Mińsk (biał. «Лакаматыў» (Мінск))
- 2009—2014: Skwicz Mińsk (biał. «Сквіч» (Мінск))

Klub został założony w 2000 jako Lokomotiw Mińsk (Lakamatyu). W 2003 debiutował w Wyszejszej lidze. W 2009 zmienił nazwę na Skwicz Mińsk. 

## Osiągnięcia
- 11 miejsce w Wyszejszej lidze: 2005
- Finalista Pucharu Białorusi: 2003